# Final de la Copa de Campeones de Europa 1966-67
La final de la Copa de Campeones de Europa 1966-67 fue un partido de fútbol disputado entre el Inter de Milán italiano y el Celtic Football Club escocés. Se desarrolló en el Estadio Nacional de Lisboa, Portugal, el 25 de mayo de 1967 frente a un público de 45 000 personas. Se trató del último encuentro de la Copa de Campeones de Europa 1966-67, máxima competición de la Unión de Asociaciones Europeas de Fútbol (UEFA). El encuentro fue la primera final para The Bhoys y la tercera para el Inter, club que ganó dos de la tres finales que había disputado. Ambos equipos tuvieron que jugar cuatro fases previas para llegar a la final. El Celtic ganó sus dos primeros encuentros con comodidad, mientras que las dos fases siguientes las superó de forma más estrecha. Los italianos pasaron la primera fase con un cerrado empate, mientras que las dos siguientes etapas las sobrepasaron con mayor holgura. En semifinales, tuvieron que jugar un encuentro de desempate para ganar la eliminatoria.
En el encuentro decisivo, el Inter comenzó ganando con un gol de penal de Sandro Mazzola a los siete minutos de juego. En el segundo tiempo, el Celtic consiguió el empate a través de Tommy Gemmell, quién convirtió a los sesenta y tres minutos. Luego, Stevie Chalmers marcó el gol de la victoria a los ochenta y cuatro minutos. Con esto el partido acabó 2-1 a favor de The Bhoys. Sobre el triunfo, se dijo que había sido una victoria para el fútbol, porque el estilo ofensivo del club escocés se logró imponer al catenaccio defensivo del club nerazzurri. El entrenador del Celtic, Jock Stein, y los jugadores recibieron elogios después del encuentro y se ganaron el sobrenombre de los Leones de Lisboa —considerado como el mejor equipo en la historia del club—.

## Camino a la final

### Celtic
| Ronda            | Oponente        | Ida          | Vuelta       | Marcador |
| ---------------- | --------------- | ------------ | ------------ | -------- |
| Primera ronda    | F. C. Zürich    | 2-0 (local)  | 3–0 (visita) | 5–0      |
| Segunda ronda    | Nantes          | 3-1 (visita) | 3-1 (local)  | 6-2      |
| Cuartos de final | F. K. Vojvodina | 0–1 (visita) | 1–1 (local)  | 2-1      |
| Semifinales      | Dukla Praga     | 3-1 (local)  | 0-0 (visita) | 3-1      |

El Celtic clasificó a la Copa de Europa luego de ganar la Premier League de Escocia 1965-1966 (su vigésimo primer título), por dos puntos de distancia sobre su clásico rival, el Rangers Football Club. En la primera ronda, se enfrentó al Zürich suizo. En el encuentro de ida, que jugó como local, venció por 2-0, con goles de Tommy Gemmell y Joe McBride. A continuación, ganó el partido de vuelta por 3-0, con anotación de Gemmell a los veintidós y cuarenta y ocho minutos, y de Steve Chalmers a los treinta y nueve minutos. Tras esta victoria, enfrentó y venció al Nantes en la segunda ronda por 1-3 en Francia. En el encuentro, el Nantes se colocó en ventaja con anotación de Francis Magny, pero cuatro minutos después McBride convirtió el empate transitorio. En el segundo lapso, Bobby Lenox y Stevie Chalmers anotaron para sellar la victoria. En la vuelta, el Celtic venció por el mismo marcador. Jimmy Johnstone colocó en ventaja a los locales, pero Gérard Georgin convirtió el empate minutos antes del final del primer tiempo. Al igual que en la ida, el Celtic anotó dos goles en el segundo lapso, instancia donde volvieron a convertir Lenox y Chalmers.
En cuartos de final, el Celtic perdió 1-0 con anotación de Milan Stanic ante el Fudbalski Klub Vojvodina en el Estadio Karađorđe de Novi Sad, en la que fue su única derrota en la competencia. En la vuelta parecía que la eliminatoria acabaría empatada luego de que Chalmers consiguiera colocar 1-0 el marcador a favor del Celtic. Tal resultado habría obligado a que los equipos jugaran un partido de desempate en Róterdam. Sin embargo, el capitán, Billy McNeill, anotó el 2-0 a los noventa minutos para dar la victoria céltica. En semifinales, vencieron en Glasgow por 3-1 al Dukla Praga. En el primer tiempo, Johnstone colocó en ventaja al dueño de casa, pero Stanislav Štrunc consiguió empatar el marcador a los cuarenta y cuatro minutos del primer tiempo. En la segunda mitad, Willie Wallace convirtió un doblete que definió el definitivo 3-1. Después, los equipos empataron 0-0 en Praga, lo que concretó la clasificación del Celtic a la final.

### Inter
| Ronda            | Oponente       | Ida           | Vuelta        | Marcador      |
| ---------------- | -------------- | ------------- | ------------- | ------------- |
| Primera ronda    | Torpedo Moscú  | 1–0 (local)   | 0–0 (visita)  | 1–0           |
| Segunda ronda    | Vasas S. C.    | 2–1 (local)   | 2–0 (visita)  | 4–1           |
| Cuartos de final | Real Madrid    | 1–0 (local)   | 2–0 (visita)  | 3–0           |
| Semifinales      | PFC CSKA Sofia | 1–1 (visita)  | 1–1 (local)   | 2–2           |
| Desempate        | PFC CSKA Sofia | 1–0 (neutral) | 1–0 (neutral) | 1–0 (neutral) |

El Inter ganó la Serie A 1965-66 (su décimo título), cuatro puntos por delante del Bologna, y se clasificó para la Copa de Europa. Su rival en primera ronda fue el Torpedo Moscú, al que venció por 1-0, con un autogol de Valery Voronin, mientras que el segundo lo empató 0-0. En octavos de final se enfrentó al Vasas S. C., al que superó por 2-1 en casa, con goles de Carlos Soldo y Mario Corso más el descuento de Lajos Puskás para el equipo visitante. En la vuelta, dos goles de Sandro Mazzola le dieron la victoria y el acceso a cuartos de final al club nerazzurri.
En esa instancia el Inter venció al Real Madrid, vigente campeón y seis veces vencedor del torneo. En el partido de ida, jugado en Milán, ganó por 1-0 con gol de Renato Cappellini, mientras que en la vuelta venció por 2-0, con otro gol de Cappelini y un autogol de Ignacio Zoco. En semifinales enfrentó al Club Deportivo Central del Ejército «Bandera Roja» de Bulgaria. Giacinto Facchetti anotó para el equipo nerazzurri, pero Nikola Tsanev convirtió el empate para el visitante, con lo que acabó el encuentro 1-1. En la vuelta, Facchetti volvió a convertir, pero Nikolay Radlev anotó el empate para el club local, lo que obligó a jugar un encuentro de desempate. Este último debía disputarse en Graz, Austria, pero convencieron al C. S. K. A. de jugarlo en Bologna, Italia, con la promesa de conseguir una mayor recaudación. Finalmente, el partido lo ganó el Inter 1-0 con anotación de Cappellini, lo que selló su paso a la final.

## El partido

### Previa

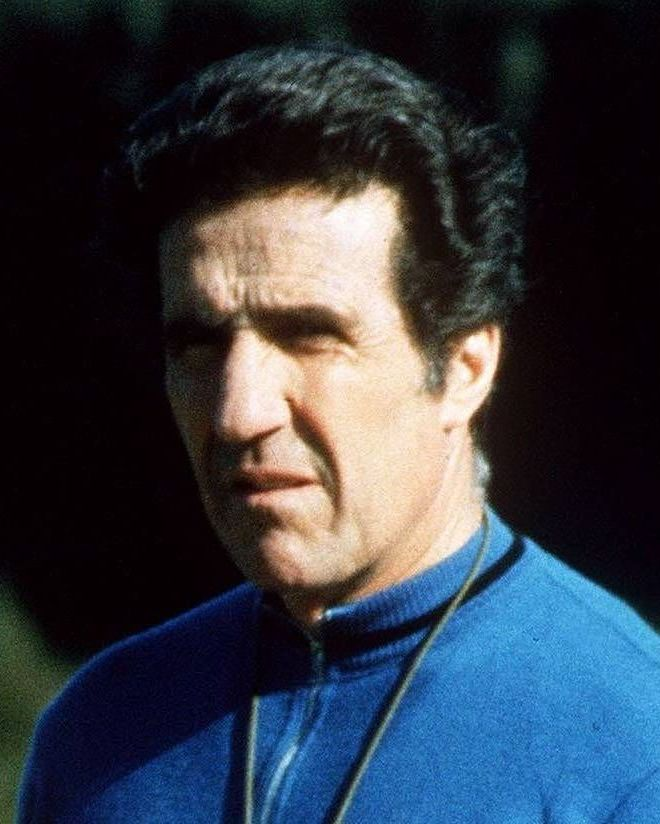
El entrenador Helenio Herrera es considerado uno de los principales gestores del éxito del Inter de Milán en la época.

El Inter de Milán llegó a la final con tres triunfos en las anteriores tres ediciones de la copa. El equipo italiano ganó la final en los años 1964 y 1965. Todos los comentarios previos al partido se centraban en que el club nerazzurri, considerado el favorito, estaba a punto de conseguir la tripleta de la Copa de Europa.
El equipo italiano era reconocido por usar una táctica muy defensiva, el catenaccio, lo que significó que ganó muchos encuentros por marcadores muy cerrados que rara vez eran revertidos. Su entrenador, Helenio Herrera, era el mejor pagado en Europa y se le consideró como el catalizador de su éxito. Por el contrario, el equipo céltico era muy ofensivo. Antes del partido el entrenador Jock Stein dijo que el «Celtic será el primer equipo en devolver la Copa de Campeones de Europa a Reino Unido [...] vamos a atacar, como nunca hemos atacado antes».
Uno de los jugadores más importantes del Celtic, el delantero Joe McBride, se perdió el encuentro. Sufría de una lesión duradera en la rodilla y su último partido de la temporada fue el 24 de diciembre de 1966. McBride, que definitivamente habría jugado si hubiera estado en condiciones, fue el máximo goleador ese año en Escocia, a pesar de perderse la mitad de la temporada, con treinta y cinco anotaciones en veintiséis encuentros.
Tanto el Celtic como el Inter tuvieron un buen desempeño a nivel nacional durante la temporada. Unos días antes de la final el Inter tuvo la posibilidad de un histórico triplete, pero dos derrotas lo eliminaron de las semifinales de la Copa Italia y le hicieron perder el Scudetto. La Copa de Europa era la última posibilidad de redimirse de una temporada que comenzó de forma prometedora. Por su parte, el Celtic llegó a la final con la liga escocesa ya ganada, al igual que la Copa de Escocia y la Copa de la Liga de Escocia; además de la Copa de Glasgow, que ganaron al comienzo de la temporada.

### Resumen
En la primera oportunidad del partido, Renato Capellini del Inter corrió por la banda y lanzó un centro al área que Sandro Mazzola controló y cabeceó hacia las rodillas del portero Ronnie Simpson del Celtic. Momentos después el club nerazzurri ganó un penal, tras una falta de Jim Craig sobre Capellini en el área, que Mazzola transformó en gol. Con esto, el Inter se colocó en ventaja a tan solo seis minutos de empezar el juego. Luego del gol, el Inter se refugió en su estilo defensivo, lo que permitió al Celtic atacar, aunque luchó por traspasar la barrera defensiva del equipo italiano y logró acercarse al área solamente a través de tiros largos. Bertie Auld lanzó un tiro al poste y luego el guardameta Giuliano Sarti recogió un centro de Jimmy Jonhson. Más tarde, mandó por sobre el travesaño otro lanzamiento del mismo jugador. El Inter dejó nueve hombres atrás, pero el Celtic continuó atacando.
Después de que Sarti tapara su lanzamiento de falta, Tommy Gemmell intentó hacer un globo sobre el portero, sin embargo, el balón acabó chocando contra el travesaño. A pesar de la incapacidad defensiva del Celtic debido a lo adelantadas que estaban sus líneas, el Inter no fue capaz de atacar. Tras la anotación no tuvieron más oportunidades. Al cabo de una hora de partido, cuando Bobby Murdoch y Jim Craig le pasaron la pelota, Gemmell consiguió anotar el empate para el Celtic con un potente disparo ante la tapada de Sarti. Cinco minutos después, Stevie Chalmers metió a la red un disparo de Murdoch y le dio el gol de la victoria al equipo escocés.

### Detalles
| 1  | PO | Ronnie Simpson  |  |
| 2  | DF | Jim Craig       |  |
| 3  | DF | Billy McNeill   |  |
| 4  | DF | John Clark      |  |
| 5  | DF | Tommy Gemmell   |  |
| 6  | MC | Bobby Murdoch   |  |
| 7  | MC | Jimmy Johnstone |  |
| 8  | MC | Bertie Auld     |  |
| 9  | MC | William Wallace |  |
| 10 | DE | Stevie Chalmers |  |
| 11 | DE | Bobby Lennox    |  |
| DT | DT | Jock Stein      |  |

| 1  | PO | Giuliano Sarti     |  |
| 2  | DF | Tarcisio Burgnich  |  |
| 3  | DF | Aristide Guarneri  |  |
| 4  | DF | Armando Picchi     |  |
| 5  | DF | Giacinto Facchetti |  |
| 6  | MC | Giancarlo Bedin    |  |
| 7  | MC | Sandro Mazzola     |  |
| 8  | MC | Mauro Bicicli      |  |
| 9  | MC | Angelo Domenghini  |  |
| 10 | DE | Renato Cappellini  |  |
| 11 | DE | Mario Corso        |  |
| DT | DT | Helenio Herrera    |  |

|  | 63' | Tommy Gemmell   | 1-1 |
|  | 84' | Stevie Chalmers | 2-1 |

|  | 7' | Sandro Mazzola | 0-1 |

| Árbitro | Kurt Tschenscher |

| 1  | PO | Ronnie Simpson  |  |
| 2  | DF | Jim Craig       |  |
| 3  | DF | Billy McNeill   |  |
| 4  | DF | John Clark      |  |
| 5  | DF | Tommy Gemmell   |  |
| 6  | MC | Bobby Murdoch   |  |
| 7  | MC | Jimmy Johnstone |  |
| 8  | MC | Bertie Auld     |  |
| 9  | MC | William Wallace |  |
| 10 | DE | Stevie Chalmers |  |
| 11 | DE | Bobby Lennox    |  |
| DT | DT | Jock Stein      |  |

| 1  | PO | Giuliano Sarti     |  |
| 2  | DF | Tarcisio Burgnich  |  |
| 3  | DF | Aristide Guarneri  |  |
| 4  | DF | Armando Picchi     |  |
| 5  | DF | Giacinto Facchetti |  |
| 6  | MC | Giancarlo Bedin    |  |
| 7  | MC | Sandro Mazzola     |  |
| 8  | MC | Mauro Bicicli      |  |
| 9  | MC | Angelo Domenghini  |  |
| 10 | DE | Renato Cappellini  |  |
| 11 | DE | Mario Corso        |  |
| DT | DT | Helenio Herrera    |  |

|  | 63' | Tommy Gemmell   | 1-1 |
|  | 84' | Stevie Chalmers | 2-1 |

|  | 7' | Sandro Mazzola | 0-1 |

| Árbitro | Kurt Tschenscher |

| England                               |
| Campeón Celtic de Glasgow 1.er título |

## Reacciones tras el partido

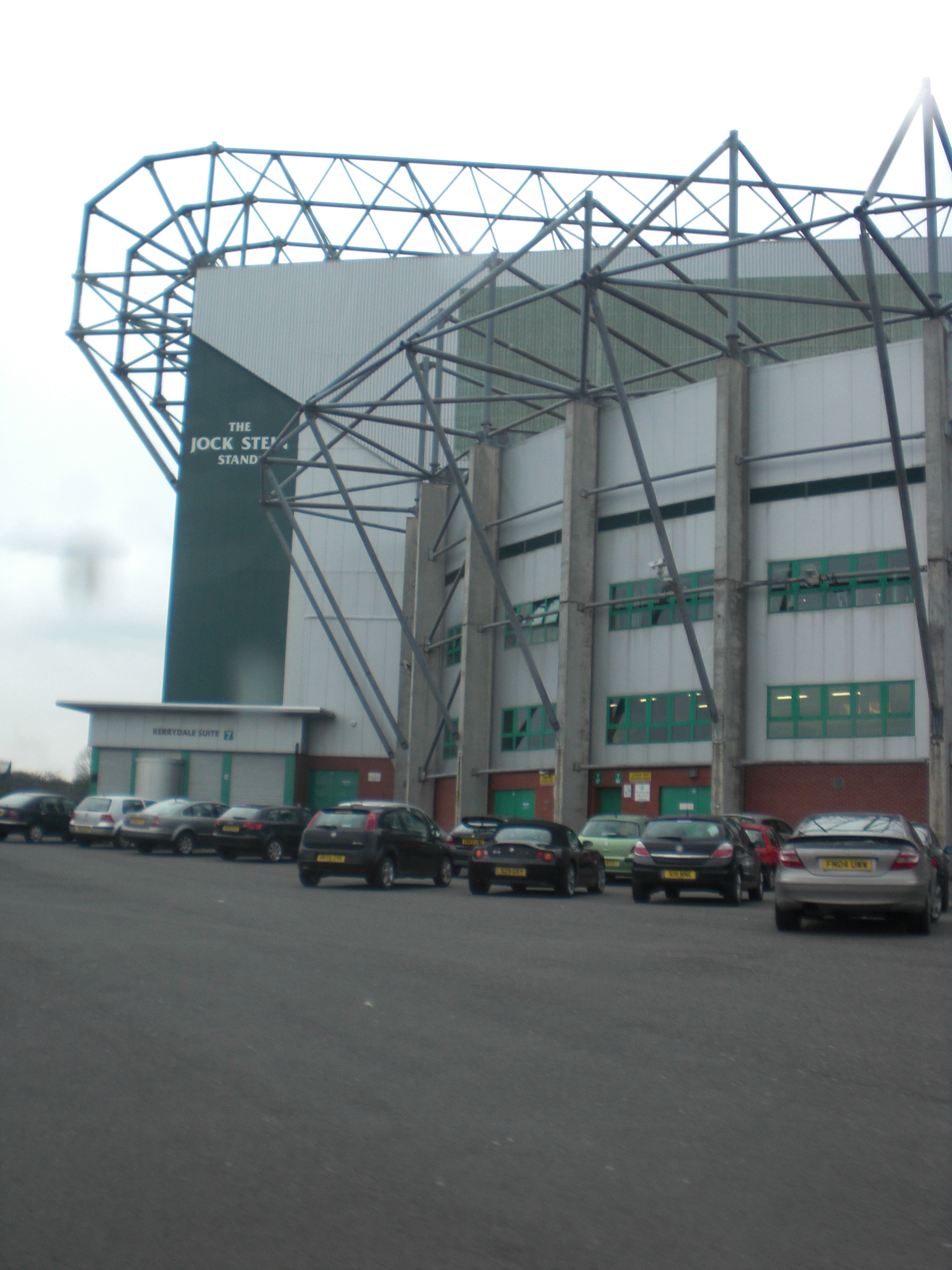
La tribuna Jock Stein, nombrada así en honor al entrenador del Celtic que consiguió la Copa de Campeones de Europa 1966-67.

La derrota del Inter se consideró como la debacle de La Grande Inter, el período más exitoso de la historia del club. Era uno de los mejores equipos de Europa en los últimos tres años; sin embargo, no lograron recuperarse de la derrota ante el Celtic y en sus dos competiciones locales. En la temporada siguiente el equipo volvió a no conseguir trofeos y Helenio Herrera, quién fue considerado como el artífice de su éxito, decidió dejar el club.
La victoria del Celtic con su juego ofensivo frente al catenaccio del Inter se consideró como una victoria para el fútbol. El técnico del club nerazzurri dijo que «nosotros no podemos tener ninguna queja. El Celtic mereció la victoria. Fuimos golpeados por la fuerza del Celtic. Aunque nosotros perdiéramos, el encuentro fue una victoria para el deporte». El periódico portugués Mundo Desportivo dijo que «Era inevitable. Tarde o temprano el Inter de Herrera, el Inter del catenaccio, del fútbol negativo, de victorias marginales, tenía que pagar por su negativa a jugar al fútbol entretenido».
El director técnico del Liverpool, Bill Shankly, le dijo al entrenador de The Bhoys, Jock Stein, después del encuentro: «John, ahora eres inmortal». Después de aquel partido una gradería del Celtic Park fue nombrada en su honor y recibió el rango de Comendador del Imperio Británico. Es considerado por muchos, incluyendo a Alex Ferguson, como el mejor entrenador escocés de la historia. Su victoria en la final es una de las principales razones.
El equipo céltico de ese año también ganó reconocimiento. Fueron conocidos como Los leones de Lisboa y son considerados como el mejor equipo en la historia del club. Todos los jugadores de ese equipo nacieron en un radio de treinta millas alrededor de Glasgow. En 2000, se bautizó una gradería del Celtic Park con el nombre de Los leones de Lisboa. También ganaron el premio BBC Sports Personality Team of the Year Award en 1967.